# Desfilada militar

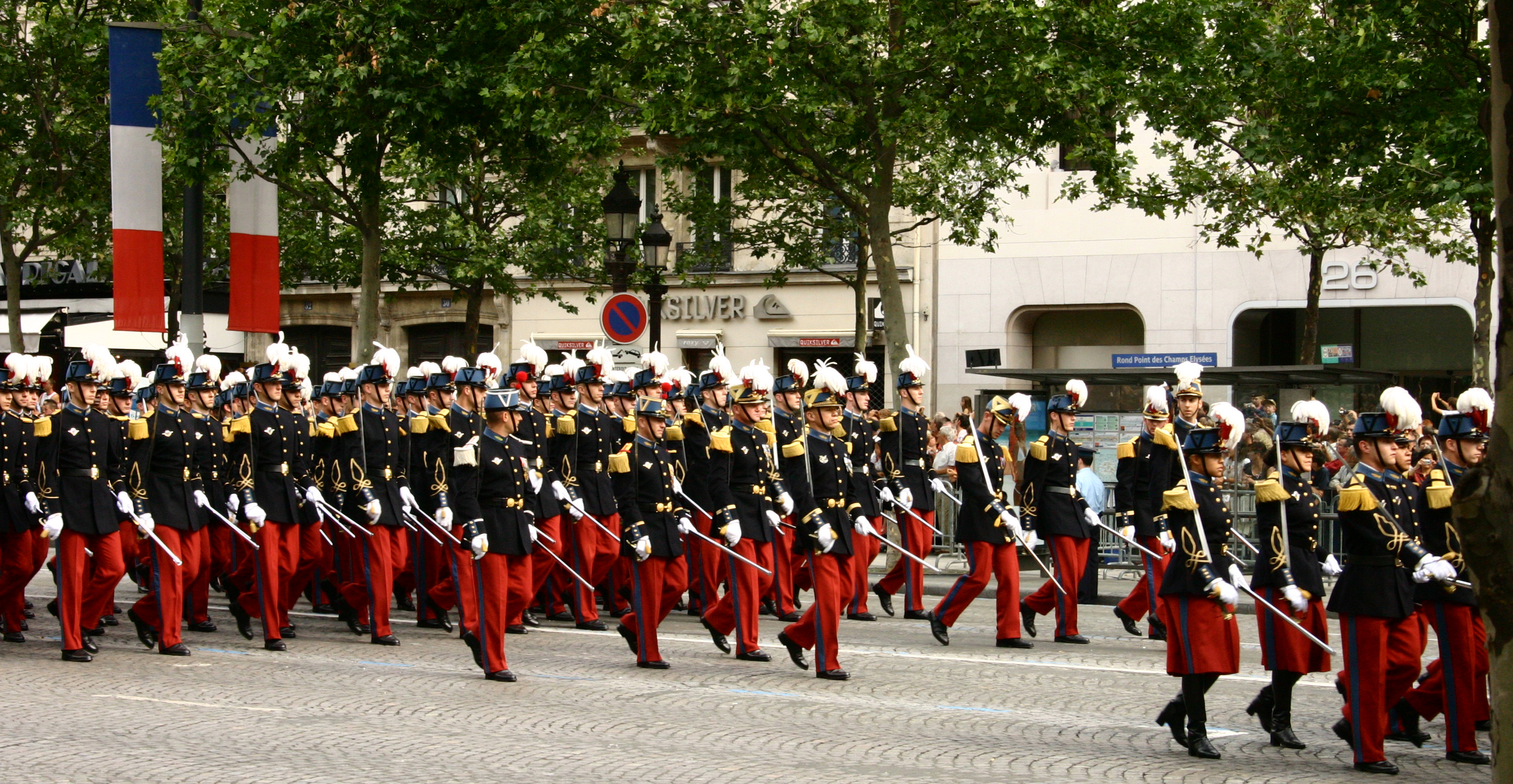
Desfilada dels cadets de Saint-Cyr el 14 de juliol als Champs-Élysées.

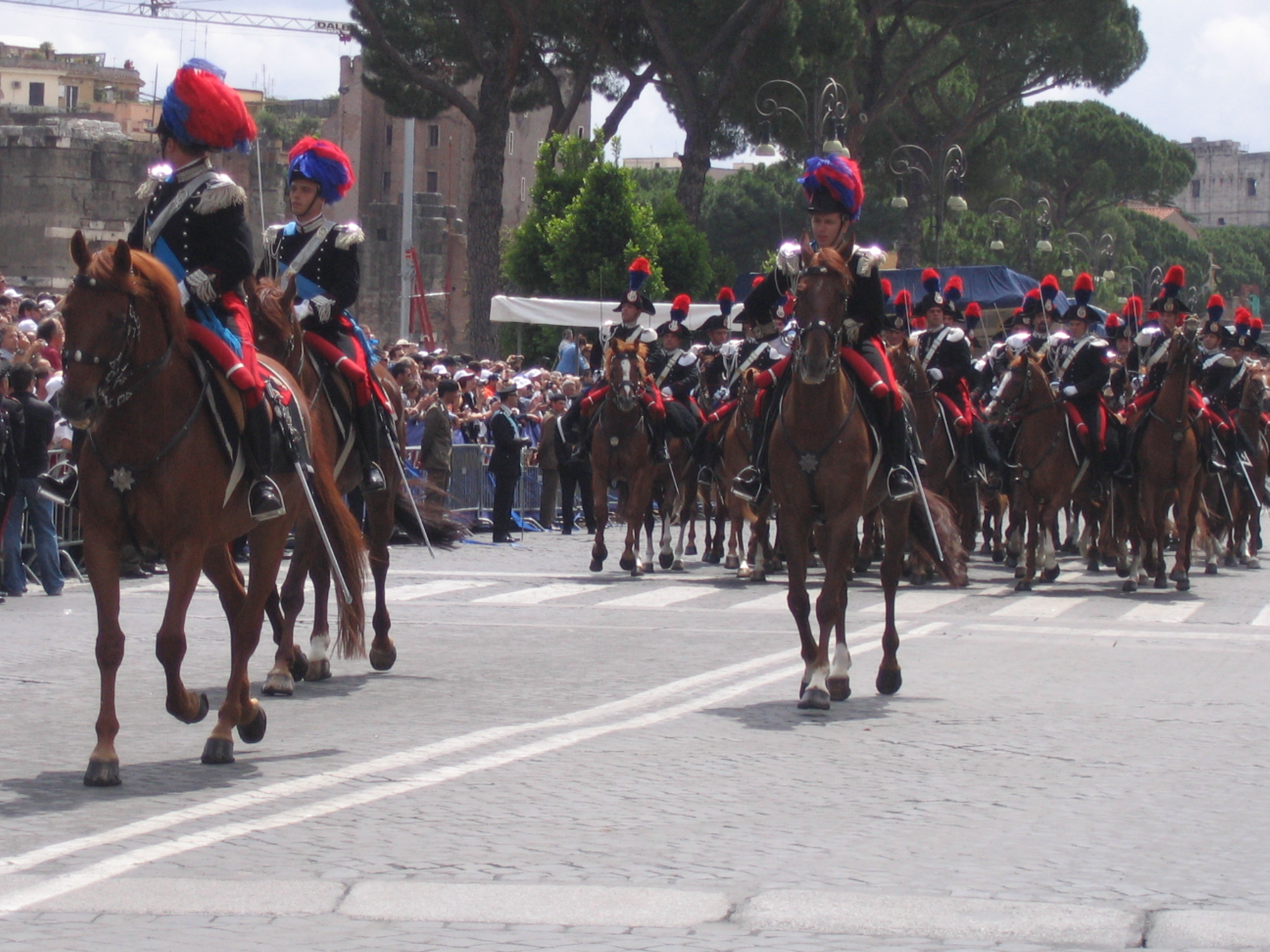
Regiment de Cavalleria de Carrabiners "fent mostra" a la "Festa della Repubblica" el 2007

Una desfilada és un acte que s'organitza en ocasions puntuals per mostrar i en algunes ocasions impressionar mostrant la capacitat armamentística de la qual es compon la nació que la realitza.
Avui dia una desfilada militar és principalment cerimonial. Les desfilades també poden tenir un paper de propaganda, quan s'utilitzen per mostrar l'aparent fortalesa militar d'una nació. També pot ser una forma de desfilada, una formació de soldats amb el moviment restringit.
Quan està presidida pel representant del país en els actes nacionals, la desfilada mostra la capacitat dels diferents exèrcits de què es compon la milícia nacional: armada, força aèria i exèrcit de terra, i en alguns casos les forces policials.

## Desfilades per països
- Bèlgica

El 21 de juliol es realitza a Brussel·les una gran parada militar per celebrar el naixement del Regne de Bèlgica.
- Espanya

A Espanya se celebra el 12 d'octubre, Dia de la Hispanitat, per commemorar la data del Descobriment d'Amèrica, i durant el franquisme se'n feia una el 18 de juliol.
- França

Tots els 14 de juliol, a França es recorda la Presa de la Bastilla amb una gran desfilada militar.
- Itàlia

El 2 de juny es realitza una gran parada militar per celebra el naixement de la República Italiana.
- Rússia

A Rússia es realitza una desfilada militar el 9 de maig per commemorar el Dia de la Victòria.
- Mèxic

A Mèxic se celebra cada 16 de setembre, Dia de la Independència, en commemoració de la data de començament de Independència de Mèxic.
- Perú

Al Perú se celebra el 29 de juliol, per commemorar la data de Independència del Perú.
- Xile

A Xile se celebra tots els 19 de setembre, Dia de les glòries de l'exèrcit, els 21 de maig Dia de les Glòries Navalsi els 18 de setembre de cada any (dia de la Independència). A les desfilades hi participa un gran nombre de contingent de forces armades i carrabiners.
- Colòmbia

A Colòmbia es realitza la desfilada militar el 20 de juliol per commemorar el Crit d'Independència.
- Equador

A l'Equador es realitza la desfilada militar el 24 de maig per commemorar la Batalla de Pichicnha.
- Veneçuela

Tots els 24 de juny, a Veneçuela se celebra la gran victòria obtinguda a la Batalla de Carabobo amb una gran desfilada militar.